# Alouette abyssinienne
Calendulauda alopex
Espèce
Répartition géographique
Statut de conservation UICN

 LC  : Préoccupation mineure
L'Alouette abyssinienne (Calendulauda alopex) est une espèce d'oiseaux de la famille des Alaudidae que l'on retrouve en Afrique de l’Est.

## Description
L'Alouette abyssiniennne mesure environ 14 à 16 centimètres de long, du bec au bout de la queue, et pèse environ 23 grammes. Elle est environ 10 à 20 % plus petite qu'une Alouette des champs et possède un bec plus fort. Il n’y a pas de dimorphisme sexuel.
Toutes les plumes du haut du corps, de la calotte, du cou, de la nuque, du manteau et du dos sont rousses. Le centre des plumes est légèrement plus brun. L'Alouette abyssinienne ne présente que peu, voire pas de rayures sur la partie supérieure de son corps. Ses sourcils sont blanchâtres, très prononcés et contrastent fortement avec ses parotiques (joues) brunes. Le menton, la gorge et la poitrine sont blancs. La poitrine est souvent teintée de roux et les flancs sont tachetés de rouge-brunâtre. Le reste des parties inférieures est blanc. 
Chez la sous-espèce Calendulauda alopex intercedens, la couleur du haut du corps varie du sable foncé au brun-roux. Le centre des plumes est bien plus foncé que l'extérieur, de sorte que la partie supérieure du corps apparaît fortement rayée. La poitrine est couleur sable avec de larges rayures brun foncé. Le reste du dessous du corps est beige clair. Cette sous-espèce présente également des sourcils jaune-brun clair frappants.

## Taxonomie et répartition
L'Alouette abyssinienne a longtemps été classée comme une espèce du genre Mirafra, cependant, sur la base de ses données génétiques, les ornithologistes l'ont placé dans le genre Calendulauda.
On distingue deux sous-espèces :
- Calendulauda alopex alopex (Sharpe, 1890) : Présent du Sud-Est de l’Éthiopie au Nord-Ouest de la Somalie.
- Calendulauda alopex intercedens (Reichenow, 1895) : Décrite à l'origine comme une espèce distincte du genre Mirafra, cette sous-espèce est présente de l'Est et du Sud de l'Éthiopie et de l'Ouest de la Somalie jusqu'à l'Est de l'Ouganda, au Kenya et au Nord-Est de la Tanzanie. La sous-espèce se trouve notamment dans la plaine du Serengeti.

Les Alouettes abyssiniennes ne sont pas des oiseaux migrateurs et ne se trouvent presque exclusivement dans les zones aux sols sablonneux et les prairies ouvertes avec des buissons dispersés.

## Comportement
L'Alouette abyssinienne vit seule ou en couple. Son régime alimentaire se compose d'insectes et de graines trouvées au sol.
Comme toutes les alouettes, l'Alouette abyssinienne est un oiseau qui niche au sol. Sa saison de reproduction s'étend de mars à juin.